# Amit Rahav

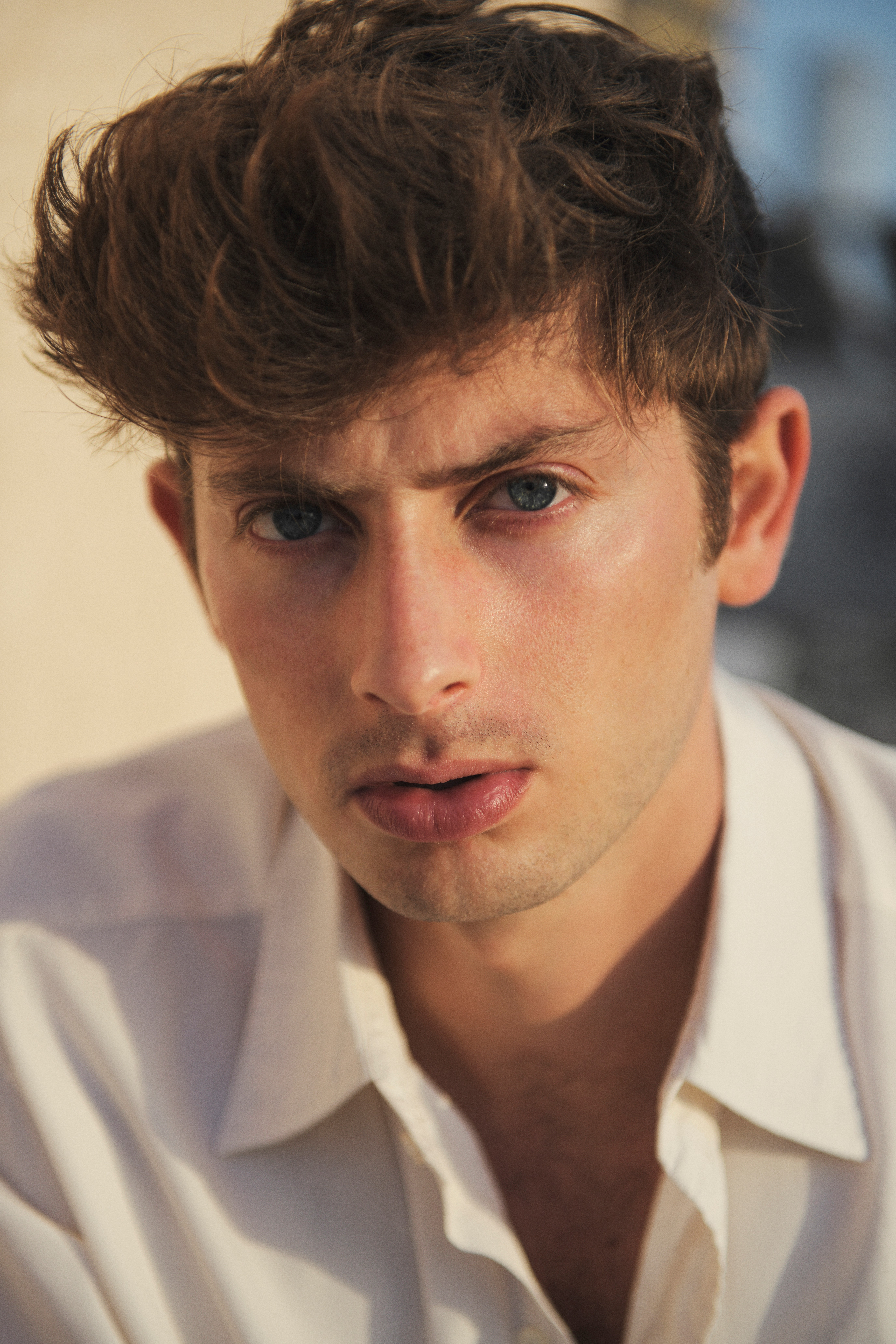
Amit Rahav (2022)

Amit Rahav (hebräisch עמית רהב; geboren 1995 in Tel Aviv) ist ein israelischer Schauspieler.

## Leben
Amit Rahav wurde 1995 in Tel Aviv als Sohn einer britischen Mutter und eines israelischen Vaters geboren.
Mit 18 Jahren begann er seinen dreijährigen Wehrdienst bei den Israelischen Verteidigungsstreitkräften, wo er in der Theater- und Unterhaltungstruppe diente.
Ab dem Jahr 2014 war er in ersten israelischen Fernsehproduktionen zu sehen. Er absolviert eine Schauspielausbildung am Performing Arts Studio von Yoram Loewenstein in Tel Aviv.
Einem internationalen Publikum wurde er 2020 durch die Rolle des Yakov „Yanky“ Shapiro in der Netflix-Miniserie Unorthodox an der Seite von Shira Haas und Jeff Wilbusch bekannt.

## Filmografie (Auswahl)
- 2014: Mishpaha Sholetet (משפחה שולטת, Fernsehserie, 2 Episoden)
- 2015: Dig (Fernsehserie, 2 Episoden)
- 2016: Susey Pere (סוסי פרא, Fernsehserie, 1 Episode)
- 2018: Mekulalim
- 2020: Kupa Rashit (Fernsehserie, 1 Episode)
- 2020: Unorthodox (Miniserie, 4 Episoden)
- 2023: Transatlantic (Fernsehserie)
- 2024: We Were the Lucky Ones (Miniserie)